# Kabuto (maison d'édition)
Pour les articles homonymes, voir Kabuto.
Kabuto est un label d'édition spécialisé dans le manga créé en 2004. Kabuto appartient au groupe SEEBD. 
La SEEBD, dont faisait partie Kabuto, a été mise en liquidation judiciaire le 22 juillet 2008. De nombreuses séries ont été interrompues en cours d'édition en raison de cette faillite.

## Mangas publiés
- Black Lagoon[2]
- Bloodsucker[2]
- Crying Freeman
- D-Live!! [2]
- Daemon Slayers[2]
- Daigo, soldat du feu[2]
- Excel Saga[2]
- Hayate le Majordome[2]
- Heat [2]
- Monochrome Factor[2]
- Old Boy
- Patlabor[2]
- Rainbow [2]
- Récit du bord de l'eau [2]
- Le roi venu d'ailleurs [2]
- Sanctuary
- Sarai[2]
- Stigmata[2]
- Umizaru, l'ange des mers